# Aeolus (Wemeldinge)
De Aeolus is een koren- en pelmolen in Wemeldinge in de Nederlandse provincie Zeeland. De molen is genoemd naar de Griekse god van de wind, Aeolus.
De molen werd in 1869 gebouwd als revanche op een molenaarsknecht die de huidige molen De Hoop even verderop liet bouwen. De Aeolus is dan ook hoger en groter dan De Hoop. Na brand in 1888 werd de molen hersteld. Tot 1968 is er met de molen op windkracht gemalen. Thans is de molen eigendom van de gemeente Kapelle.
De molen is zeer compleet ingericht met 3 koppels maalstenen en een in hout en blik uitgevoerde 'pelsteen'. De roeden van de molen zijn ruim 24 meter lang en zijn voorzien van het oudhollands hekwerk met zeilen. Deze roeden zijn van het merk Pot en de oudste roeden die nog steeds in gebruik zijn in Nederland, nl. uit 1871.
Een vrijwillige molenaar stelt de molen af en toe in bedrijf.